# Nemo propheta in patria
Nemo propheta in patria (sua) è una locuzione in lingua latina che significa: "Nessuno è profeta nella [propria] patria".
L'espressione vuole indicare la difficoltà delle persone di emergere in ambienti a loro familiari; in ambienti estranei viene generalmente assunto che sia più facile far valere le proprie capacità e qualità.

## Origine
La frase è tratta dai Vangeli: tutti e quattro riportano, direttamente o indirettamente, questa frase di Gesù Cristo: Matteo 13,57, Marco 6,4, 
Luca 4,24 e 
Giovanni 4,44.
Il contesto dell'affermazione è nei sinottici, nella visita di Gesù alla sua città di Nazaret, dove partecipa alla liturgia della sinagoga: nel vangelo di Luca, applica a sé la profezia contenuta nel Libro di Isaia (61,1-2) riguardante il dono dello Spirito Santo al consacrato (messia) del Signore. La reazione dei Nazareni verso Gesù è il rifiuto, e lì Gesù pronuncia la frase in questione. In Giovanni, invece, l'affermazione appare nel contesto (più vago) di un ritorno a Nazaret di Gesù dopo una festa di Gerusalemme.
Ancor oggi, simile espressione viene usata da coloro che vedono il proprio operato non apprezzato da chi sta loro più vicino: familiari, colleghi, concittadini, compaesani, amici, ecc.

## Varianti

### Medioevali
Molti versi del poeta tedesco Walther von der Vogelweide richiamano molto la locuzione, tra cui la maggior parte sono varianti delle espressioni evangeliche (vedi 11917 s., 11953a, 11954, 16422), ma tra le altre vanno segnalate 12018 («In regione sua quiquis portare meretur/ laudem, res ista venerabilis esse videretur». Traduzione: "È cosa rimarchevole, quando uno è lodato nella propria patria"), 2649 («Cernitur in propria raro multum regione/vates portare decus orantumque coronae». Traduzione: "Raramente un vate si vede avere molto onore ed essere incoronato nella propria patria") e 20842 («Patria dat vitam, raro largitur honores». Traduzione: "La patria dà la vita, raramente conferisce onori").

### Moderne
In tutte le lingue moderne europee esistono numerose versioni, tra cui in Italia anche dialettali (come nell'abruzzese Neciune é bbón'a a la casa sé). Diffuso è poi, in varie lingue, il detto Nessuno è eroe per il suo cameriere (recepito anche da Goethe, Massime e riflessioni, 1,47). 

## Tradizione
La frase viene anche citata da Giordano Bruno nell'ultimo capitolo del De Magia ove tratta della "ligatura originata dalla cogitativa".